# أ. هاري مور
أرثر هاري مور هو محامي وسياسي أمريكي، ولد في 3 يوليو 1877 في جيرسي سيتي في الولايات المتحدة، وتوفي في 18 نوفمبر 1952 في Branchburg, New Jersey ‏ في الولايات المتحدة بسبب سكتة دماغية. نشط حزبياً في الحزب الديمقراطي.

## مناصب
- انتخب عضو مجلس الشيوخ الأمريكي [الإنجليزية]‏ عن دائرة New Jersey Class 1 senate seat ‏ وقد انضم خلال فترته النيابية (3 يناير 1937 – 17 يناير 1938) للكتلة البرلمانية الحزب الديمقراطي.
- انتخب عضو مجلس الشيوخ الأمريكي [الإنجليزية]‏ عن دائرة New Jersey Class 1 senate seat ‏ وقد انضم خلال فترته النيابية [الإنجليزية]‏ (3 يناير 1935 – 3 يناير 1937) للكتلة البرلمانية الحزب الديمقراطي.
- انتخب حاكم نيو جيرسي [الإنجليزية]‏ (18 يناير 1938 – 21 يناير 1941).
- انتخب حاكم نيو جيرسي [الإنجليزية]‏ (19 يناير 1926 – 15 يناير 1929).